# Tsolikouri

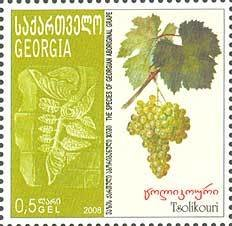
Frimärke med Tsolikouri från 2008.

Tsolikouri (georgiska: ცოლიკოური) är en grön druva från västra Georgien som används för framställning av vin. Det är den mest odlade gröna druvan i den västra delen av Georgien. Namnet lär betyda "fruns vin" men det råder inget konsensus om det. Tsolikouri har hög syra och gjord enligt europeisk metod producerar den ett aromatiskt lätt syrligt vin.Tsolikouri är motståndskraftig mot svampsjukdomar men ganska frostkänslig. Därför odlas den huvudsakligen i västra Georgien som är milt och fuktigt. Främst är den planterad i Imeretien och Gurien, men efter att svampsjukdomar och phylloxera dödat mycket av andra sorter under 1800-talet i Racha-Lechkhumi, Megrelien och Adjarien planterades den även där som ersättning. År 2004 rapporterades 6161 hektar vara planterat i Georgien och 2016 rapporterades 7903 hektar. Det finns några små odlingar även i Bulgarien och Ukraina. Tsolikouri är rankad som nr 88 i världen sett till areal (2016).
Det finns några kloner av Tsolikouri, dels Obchuri Tsolikouri (från Obcha) och dels Bazaleti Tsolikouri i Imeretien. Båda dessa druvor är främst bordsdruvor och uppnår något högre sockerhalt än modersorten. I Sviri i Imeretien tillåts Tsolikouri blandas med den gröna druvan Krakhuna för att göra godkänt vin från appellationen Sviri.

## Tvishi PDO
I Lechkhumi uppfanns på den sovjetiska tiden ett halvsött vitt vin. Det fanns redan ett bra halvsött rött för den sovjetiska marknaden och de ville också ha ett bra halvsött vitt. Därför utvecklades konceptet. Det är det som har blivit Tvishi PDO/appellation som idag omfattar 150 hektar. Tvishi ligger vid Rionis högra flodbank och området har en något alkalisk jord (kalkrik). För att uppfylla kraven för appellationen Tvishi får skörden av Tsolikouri inte överstiga 7 ton per hektar. Det färdiga vinet får ha en alkoholhalt från 10% till 11,5%. Området Tvishi är helt dedikerat till Tsolikouri. Halvsött vin är fortfarande uppskattat i det som är kvar av Sovjet, d.v.s. Ryssland och Belarus. Marknaden för Tsolikouri och Tvishi är således mycket god när Georgien inte utsätts för sanktioner av Ryssland, något som skedde 2006.  Det mesta av druvskörden från Tvishi säljs till stora vinföretag utanför Lechkhumi t.ex. Telavi Wine Cellar och Teliani Valley. Därför finns det vin med märkningen Tvishi som vid en ytlig inspektion av etiketten ser ut att komma från Kachetien. Men i Ryssland är det "Tvishi" som säljer och populariteten grundades när det blev känt att det var Josef Stalins vita favorit (Khvanchkara var hans röda favorit, också det halvsött). Vin med märkningen Tvishi görs i ståltank och när syra-sockerbalans är uppnådd stoppas jäsningsprocessen genom kylning.